# Ferdinando Carlo Ludovico d'Asburgo-Lorena
Ferdinando Carlo Ludovico Giuseppe Giovanni d'Asburgo-Lorena, detto Ferdinand Burg (Vienna, 27 dicembre 1868 – Monaco di Baviera, 10 marzo 1915), fu un arciduca austriaco.
Ferdinando Carlo era figlio di Carlo Ludovico d'Asburgo-Lorena e della sua consorte principessa Maria Annunziata di Borbone-Due Sicilie. Fratello minore del pretendente al trono imperiale d'Austria, Francesco Ferdinando d'Asburgo-Este, assassinato nel 1914 a Sarajevo, fu anche zio dell'ultimo imperatore della Casa d'Asburgo, Carlo I d'Austria-Ungheria.

## Biografia
Con il proprio fratello maggiore Francesco Ferdinando tenne buoni rapporti, cosa tanto più sorprendente, dato che egli era contrario al matrimonio morganatico del fratello con la contessa Sofia Chotek von Chotkowa, tanto da rinunciare a partecipare al matrimonio. A quel momento tuttavia, egli non aveva ancora incontrato la sua futura sposa.

### Interessi e carriera
La sua formazione militare nell'esercito imperiale iniziò presto, ma si sentì però fin dalla prima gioventù attratto dal teatro e non voleva altro che diventare sovrintendente di Teatro comunale. Tuttavia, in quanto arciduca, tale impiego borghese non era per lui proponibile, così come non lo era prendere in moglie una borghese.
Come il fratello Ferdinando, ereditò anch'egli la tubercolosi dalla madre e quindi dovette lasciare, per motivi di salute, la carriera militare nel 1904. Egli ottenne dall'imperatore un emolumento annuo di 231.000 corone, il che gli avrebbe garantito la sicurezza finanziaria.

### L'amore per Berta Czuber e il matrimonio
Ferdinando Carlo incontrò Berta Czuber (Praga, 5 dicembre 1879 - Castello di Rottenstein a Merano, 5 luglio 1979) nel 1902 presso il Wiener Technikerball (una scuola di danza) e se ne innamorò perdutamente. La giovane e bella Berta aveva allora 23 anni ed aveva già alle spalle una burrascosa relazione con un diplomatico. Il padre, Emanuel Czuber, era un rinomato docente di matematica presso l'Università di Praga e non fu affatto entusiasta del rapporto della figlia con l'arciduca, poiché non solo temeva per il buon nome della figlia, ma anche per la posizione che ella avrebbe avuto presso la corte imperiale. Quando le dicerie su questo stretto rapporto giunsero alle orecchie dell'imperatore Francesco Giuseppe, questi pretese dal nipote il troncamento del rapporto. Per guadagnare tempo, l'arciduca aderì a questa richiesta, ma il 15 agosto 1909, a Coira, sposò segretamente l'amata.
La coppia di sposi novelli si dedicò costantemente ai viaggi, cosicché il matrimonio rimase inizialmente segreto ed anche famiglie e circoli di amicizie non nutrivano alcun sospetto in merito.

### La rinuncia al titolo
Tuttavia lo stesso arciduca, dopo due anni dalle nozze, chiese udienza all'imperatore per confessargli il fatto e chiederne il perdono.  A causa del matrimonio con Berta Czuber, l'imperatore dispose nel 1911 per l'uscita di Ferdinando dalla Casa degli Asburgo, ma gli concesse un sussidio in denaro per 44.000 corone.
La rinuncia al titolo comportava anche quella all'eventuale successione sul trono imperiale.
Nella linea di successione di Francesco Giuseppe infatti egli era, nel 1911, il quarto, preceduto:
1. dal fratello Francesco Ferdinando, i cui figli non potevano aspirare al trono in quanto la madre, contessa Sophie Chotek von Chotkowa, poi principessa (1900) e successivamente duchessa (1909) di Hohenberg, non era considerata di rango sufficiente a generare una stirpe regale;[2] morirà tre anni dopo, assassinato con la consorte nell'attentato di Sarajevo;
2. dal nipote (figlio del fratello Ottone Francesco d'Asburgo-Lorena) Carlo d'Austria, che diverrà imperatore nel 1916 a seguito della morte di Francesco Giuseppe;
3. dal nipote, fratello del precedente, Massimiliano Eugenio d'Asburgo-Lorena.

In quel momento l'arciduca era già un uomo logorato dalle febbri e dai frequenti mancamenti e veniva amorevolmente curato dalla moglie.
L'imperatore cercò in tutti i modi di evitare lo scandalo che sarebbe emerso dalla notizia del matrimonio e fece cancellare il nome di Ferdinando Carlo da ogni atto ufficiale che riguardasse la famiglia imperiale. Inoltre quest'ultimo dovette rinunciare a tutti i titoli nell'arciducato e nelle Forze Armate imperiali.
Dallo pseudonimo usato nei viaggi dal padre Carlo Ludovico, Ferdinando Carlo si fece chiamare Ferdinand Burg e da allora visse nelle proprietà ereditate nel Tirolo meridionale.
Egli andò a Vienna ancora solamente una volta, ottenutone il permesso, per partecipare alle onoranze funebri tributate al fratello Francesco Ferdinando, pretendente al trono, ed alla cognata Sofia, dopo il loro assassinio avvenuto a Sarajevo. In quel momento egli era già destinato a finire la sua vita in breve tempo.

### Il decesso
Morì il 10 marzo 1915. 
La tomba di Ferdinando Carlo si trova nella chiesa della Consolata a Merano.
La sua sposa gli sopravvisse di ben 64 anni e morì nel 1979. La coppia non ebbe figli.

## Ascendenza
|                                         |                               |                                     | Genitori                                   |  |  | Nonni |  |  | Bisnonni                      |  |  | Trisnonni                  |  |
|                                         |                               |                                     |                                            |  |  |       |  |  | Francesco II d'Asburgo-Lorena |  |  | Pietro Leopoldo di Toscana |  |
|                                         |                               |                                     |                                            |  |  |       |  |  | Francesco II d'Asburgo-Lorena |  |  | Pietro Leopoldo di Toscana |  |
|                                         |                               | Maria Ludovica di Borbone-Spagna    |                                            |  |  |       |  |  | Francesco II d'Asburgo-Lorena |  |  |                            |  |
| Francesco Carlo d'Asburgo-Lorena        |                               |                                     |                                            |  |  |       |  |  | Francesco II d'Asburgo-Lorena |  |  |                            |  |
|                                         |                               | Maria Teresa di Borbone-Due Sicilie | Ferdinando I delle Due Sicilie             |  |  |       |  |  |                               |  |  |                            |  |
|                                         |                               | Maria Teresa di Borbone-Due Sicilie | Ferdinando I delle Due Sicilie             |  |  |       |  |  |                               |  |  |                            |  |
|                                         |                               | Maria Teresa di Borbone-Due Sicilie | Maria Carolina d'Asburgo-Lorena            |  |  |       |  |  |                               |  |  |                            |  |
| Carlo Ludovico d'Asburgo-Lorena         |                               | Maria Teresa di Borbone-Due Sicilie |                                            |  |  |       |  |  |                               |  |  |                            |  |
|                                         |                               | Massimiliano I di Baviera           | Federico Michele di Zweibrücken-Birkenfeld |  |  |       |  |  |                               |  |  |                            |  |
|                                         |                               | Massimiliano I di Baviera           | Federico Michele di Zweibrücken-Birkenfeld |  |  |       |  |  |                               |  |  |                            |  |
|                                         |                               | Massimiliano I di Baviera           | Maria Franziska di Sulzbach                |  |  |       |  |  |                               |  |  |                            |  |
| Sofia di Baviera                        |                               | Massimiliano I di Baviera           |                                            |  |  |       |  |  |                               |  |  |                            |  |
|                                         |                               | Carolina di Baden                   | Carlo Luigi di Baden                       |  |  |       |  |  |                               |  |  |                            |  |
|                                         |                               | Carolina di Baden                   | Carlo Luigi di Baden                       |  |  |       |  |  |                               |  |  |                            |  |
|                                         |                               | Carolina di Baden                   | Amalia d'Assia-Darmstadt                   |  |  |       |  |  |                               |  |  |                            |  |
| Ferdinando Carlo d'Asburgo              |                               | Carolina di Baden                   |                                            |  |  |       |  |  |                               |  |  |                            |  |
|                                         | Francesco I delle Due Sicilie | Ferdinando I delle Due Sicilie      |                                            |  |  |       |  |  |                               |  |  |                            |  |
|                                         | Francesco I delle Due Sicilie | Ferdinando I delle Due Sicilie      |                                            |  |  |       |  |  |                               |  |  |                            |  |
|                                         | Francesco I delle Due Sicilie | Maria Carolina d'Asburgo-Lorena     |                                            |  |  |       |  |  |                               |  |  |                            |  |
| Ferdinando II di Borbone                | Francesco I delle Due Sicilie |                                     |                                            |  |  |       |  |  |                               |  |  |                            |  |
|                                         |                               | Maria Isabella di Borbone-Spagna    | Carlo IV di Spagna                         |  |  |       |  |  |                               |  |  |                            |  |
|                                         |                               | Maria Isabella di Borbone-Spagna    | Carlo IV di Spagna                         |  |  |       |  |  |                               |  |  |                            |  |
|                                         |                               | Maria Isabella di Borbone-Spagna    | Maria Luisa di Parma                       |  |  |       |  |  |                               |  |  |                            |  |
| Maria Annunziata di Borbone-Due Sicilie |                               | Maria Isabella di Borbone-Spagna    |                                            |  |  |       |  |  |                               |  |  |                            |  |
|                                         |                               | Carlo d'Asburgo-Teschen             | Leopoldo II d'Asburgo-Lorena               |  |  |       |  |  |                               |  |  |                            |  |
|                                         |                               | Carlo d'Asburgo-Teschen             | Leopoldo II d'Asburgo-Lorena               |  |  |       |  |  |                               |  |  |                            |  |
|                                         |                               | Carlo d'Asburgo-Teschen             | Maria Ludovica di Borbone-Spagna           |  |  |       |  |  |                               |  |  |                            |  |
| Maria Teresa d'Asburgo-Teschen          |                               | Carlo d'Asburgo-Teschen             |                                            |  |  |       |  |  |                               |  |  |                            |  |
|                                         |                               | Enrichetta di Nassau-Weilburg       | Federico Guglielmo di Nassau-Weilburg      |  |  |       |  |  |                               |  |  |                            |  |
|                                         |                               | Enrichetta di Nassau-Weilburg       | Federico Guglielmo di Nassau-Weilburg      |  |  |       |  |  |                               |  |  |                            |  |
|                                         |                               | Enrichetta di Nassau-Weilburg       | Luisa Isabella di Kirchberg                |  |  |       |  |  |                               |  |  |                            |  |
|                                         |                               | Enrichetta di Nassau-Weilburg       |                                            |  |  |       |  |  |                               |  |  |                            |  |